# Ljubija (Bośnia i Hercegowina)
Ljubija (cyr. Љубија) – wieś w Bośni i Hercegowinie, w Republice Serbskiej, w mieście Prijedor. W 2013 roku liczyła 1921 mieszkańców.